# Roy Sentjens
Roy Sentjens (Neerpelt, 15 de desembre de 1980) va ser un ciclista belga, professional de 2002 a 2013. De pare holandès i mare belga, va optar per aquesta nacionalitat a parir del 2005.
Al setembre de 2010, durant la disputa de la Volta a Espanya, es va anunciar que havia donat positiu per EPO durant el mes anterior. Va ser suspès durant dos anys i el ciclista va reconèixer haver-se dopat. Malgrat això, un cop passada la suspensió va tornar a competir encara que va ser només durant un any i mig.
El seu cosins Jelle i Dennis Vanendert s'han dedicat al ciclisme.

## Palmarès
- 2001
  - 1r al Tour de Flandes sub-23
  - 1r al Gran Premi d'Affligem
  - 1r a la província d'Anvers i vencedor d'una etapa
  - Vencedor d'una etapa de la Fletxa del sud
- 2003
  - 1r a la Kuurne-Brussel·les-Kuurne
- 2004
  - 1r a la Noord Nederland Tour (ex aequo amb 21 ciclistes)
- 2006
  - 1r al Gran Premi Gerrie Knetemann
- 2007
  - 1r a la Druivenkoers Overijse
- 2008
  - 1r al Gran Premi de la vila de Zottegem

### Resultats al Giro d'Itàlia
- 2005. 135è de la classificació general

### Resultats a la Volta a Espanya
- 2007. 79è de la classificació general
- 2008. 33è de la classificació general
- 2010. Exclòs (10a etapa)